# Флейторылы
Флейторылы, или рыбы-трубы (лат. Aulostomus), — род лучепёрых рыб, единственный в семействе флейторыловых (Aulostomidae). Распространены в тропических и субтропических водах всех океанов.

## Описание
Тело длинное, сжато с боков, покрыто ктеноидной чешуёй. Голова удлинённая с длинным трубкообразным рылом. На нижней челюсти расположен небольшой мясистый усик. Первый спинной плавник представлен отдельно сидящими колючками. Второй спинной плавник с коротким основанием сдвинут к задней части тела. Анальный плавник расположен напротив второго спинного плавника. Брюшные плавники абдоминальные. Хвостовой плавник маленький, закруглённый. Боковая линия полная. Максимальная длина тела представителей разных видов варьирует от 75 до 100 см.

## Классификация
В состав рода включают 3 вида:
- Aulostomus chinensis (Linnaeus, 1766) — Китайский флейторыл
- Aulostomus maculatus  Valenciennes, 1841 — Пятнистый флейторыл, или пятнистая рыба-труба
- Aulostomus strigosus  Wheeler, 1955